# Liste der Baudenkmäler im Stadtbezirk Bochum-Mitte
Die Liste der Baudenkmäler im Stadtbezirk Bochum-Mitte enthält die denkmalgeschützten Bauwerke auf dem Gebiet des Stadtbezirks Bochum-Mitte in Nordrhein-Westfalen. Diese Baudenkmäler sind in der Denkmalliste der Stadt Bochum eingetragen; Grundlage für die Aufnahme ist das Denkmalschutzgesetz Nordrhein-Westfalen (DSchG NRW).

Baudenkmäler sind „Denkmäler, die aus baulichen Anlagen oder Teilen baulicher Anlagen bestehen“. Die Denkmalliste der Stadt Bochum umfasst im Stadtbezirk Bochum-Mitte 466 Baudenkmäler (Stand 2024), darunter 109 Wohnhäuser, Siedlungen oder Villen, 45 Einzelgräber, 27 öffentliche Gebäude, 22 Sakralbauten, 14 Geschäftshäuser, neun Industrieanlagen, je acht Verkehrsanlagen und Wohn- und Geschäftshäuser, sieben Kleindenkmäler, vier Friedhöfe oder Parkanlagen sowie zwei landwirtschaftliche Gebäude.
Weiterhin sind eine Teermaschine und eine Radsatzausstellung als bewegliche Denkmäler in Teil C der Denkmalliste der Stadt Bochum eingetragen. Außerdem sind jeweils neben den unten aufgeführten einzelnen Baudenkmälern im Stadtparkviertel und in der Arbeitersiedlung Stahlhausen diese Viertel selbst als Denkmalbereiche in die Denkmalliste eingetragen.
Der Stadtbezirk Bochum-Mitte umfasst die Ortsteile Innenstadt, Altenbochum, Grumme, Hamme, Hofstede, Hordel und Riemke.

## Auswahl von Baudenkmälern
Die Liste umfasst falls vorhanden eine Fotografie des Denkmals, als Bezeichnung falls vorhanden den Namen, sonst kursiv den Gebäudetyp, die Adresse, eine kurze Beschreibung sowie die Eintragungsnummer der unteren Denkmalbehörde der Stadt Bochum. Der Name entspricht dabei der Bezeichnung durch die untere Denkmalbehörde der Stadt Bochum. Abkürzungen wurden zum besseren Verständnis aufgelöst, die Typografie an die in der Wikipedia übliche angepasst und Tippfehler korrigiert.
| Bild                                                                                          | Bezeichnung                                                                                   | Lage | Beschreibung | Bauzeit                                                                     | Eingetragen seit                                                                                                  | Denkmal- nummer |
| --------------------------------------------------------------------------------------------- | --------------------------------------------------------------------------------------------- | --- | --- | --------------------------------------------------------------------------- | --- | --------------- |
| weitere Bilder                                                                                | Polizeipräsidium                                                                              | Uhlandstraße 35 Karte | expressionistisches Verwaltungsgebäude                                                                                        | 1929                                                                        | 16.04.1985 | A 002           |
| Amtshaus des ehemaligen Kreises Bochum                                                        | Amtshaus des ehemaligen Kreises Bochum                                                        | Brückstraße 33 Karte | zweigeschossiges Satteldachhaus                                                                                               | etwa 1894                                                                   | 09.09.1988 | A 008           |
| Wohnhaus                                                                                      | Wohnhaus                                                                                      | Kurfürstenstraße 24 Karte | sechsachsiges Gebäude mit Mansarddach                                                                                         |                                                                             | 06.04.1989 | A 011           |
| Villa Nora                                                                                    | Villa Nora                                                                                    | Kortumstraße 156 Karte | Villa | Ende 19. Jahrhundert                                                        | 07.04.1989 | A 018           |
| Eisenbahnbrücke                                                                               | Eisenbahnbrücke                                                                               | Tenthoffstraße Karte | eiserne Brückenkonstruktion                                                                                                   | etwa 1900                                                                   | 17.04.1989 | A 021           |
| Wohnhaus                                                                                      | Wohnhaus                                                                                      | Schwarzbachstraße 4 Karte | dreigeschossiges Putzhaus mit Satteldach, traufenständig                                                                      | 1901                                                                        | 17.04.1989 | A 022           |
| Wohnhaus                                                                                      | Wohnhaus                                                                                      | Schwarzbachstraße 8 Karte | dreigeschossiges Putzhaus mit Satteldach, traufenständig                                                                      |                                                                             | 17.04.1989 | A 024           |
| Haus Diana                                                                                    | Haus Diana                                                                                    | Gudrunstraße 21 Karte | zweieinhalbgeschossiger Putzbau mit Schieferdachdeckung                                                                       | Ende der 1920er Jahre                                                       | 17.04.1989 | A 028           |
| Wohnhaus                                                                                      | Wohnhaus                                                                                      | Am Kortländer 2 Karte | Wohnhaushälfte mit Anklängen des Jugendstils                                                                                  | Jahrhundertwende [1900]                                                     | 17.04.1989 | A 029           |
| Wohnhaus                                                                                      | Wohnhaus                                                                                      | Am Kortländer 4 Karte | Wohnhaushälfte mit Anklängen des Jugendstils                                                                                  | Jahrhundertwende [1900]                                                     | 17.04.1989 | A 030           |
| Wohnhaus                                                                                      | Wohnhaus                                                                                      | Bergstraße 129 Karte | symmetrischer Baukörper mit neoklassizistischer Ornamentik                                                                    | um 1925                                                                     | 17.04.1989 | A 031           |
| Wohnhaus                                                                                      | Wohnhaus                                                                                      | Klinikstraße 32 Karte | Wohnhaus in Ecklage | etwa 1905–1910                                                              | 17.04.1989 | A 037           |
| Wohnhaus                                                                                      | Wohnhaus                                                                                      | Klinikstraße 34 Karte | Wohnhaus mit wenig verzierter Putzfront                                                                                       | etwa 1905–1910                                                              | 17.04.1989 | A 038           |
| weitere Bilder                                                                                | Zeche Hannover                                                                                | Hannoverstraße Karte | | Ende der 1870er                                                             | 17.04.1989 | A 039           |
| Wohnhaus                                                                                      | Wohnhaus                                                                                      | Freiligrathstraße 3 Karte | neubarockes Wohnhaus | etwa 1910                                                                   | 17.04.1989 | A 040           |
| Wohnhaus                                                                                      | Wohnhaus                                                                                      | Kurfürstenstraße 4 Karte | Wohnhaus mit Fachwerkgiebel                                                                                                   | 1905–1915                                                                   | 17.04.1989 | A 044           |
| Wohnhaus                                                                                      | Wohnhaus                                                                                      | Markgrafenstraße 2a Karte | eingeschossiger Putzbau mit Fachwerkelementen                                                                                 | 1905–1915                                                                   | 17.04.1989 | A 049           |
| weitere Bilder                                                                                | katholische Liebfrauenkirche                                                                  | Liebfrauenstraße 5 Karte | neugotische Backsteinkirche                                                                                                   | 1888–1890                                                                   | 20.04.1989 | A 053           |
| weitere Bilder                                                                                | Hauptfriedhof                                                                                 | Immanuel-Kant-Straße 50–52 Karte | | 1929–1932                                                                   | 06.06.1989 (Friedhof und Trauerhallen) 12.06.1997 (Mosaik) 03.08.2007 (Orgeln)                                    | A 058           |
| Wohnhaus                                                                                      | Wohnhaus                                                                                      | Wasserstraße 58 Karte | zweigeschossiges Fachwerkhaus                                                                                                 | 1822                                                                        | 07.08.1989 | A 068           |
| Wohnhaus                                                                                      | Wohnhaus                                                                                      | Hofsteder Straße 60 Karte | dreieinhalbgeschossiger Eckbau                                                                                                | kurz nach 1900                                                              | 07.08.1989 | A 070           |
| evangelische Melanchthonkirche mit Pfarrhaus                                                  | evangelische Melanchthonkirche mit Pfarrhaus                                                  | Königsallee 48 Karte | Bruchsteinkirche mit verschieferter Turmhaube                                                                                 | 1913                                                                        | 10.08.1989 | A 071           |
| Wohnhaus                                                                                      | Wohnhaus                                                                                      | Schwarzbachstraße 10 Karte | verputztes Traufeneckhaus | etwa 1900                                                                   | 10.08.1989 | A 072           |
| Wohnhaus                                                                                      | Wohnhaus                                                                                      | Widumestraße 5 Karte | viereinhalbgeschossiger Putzbau mit Stuckelementen                                                                            |                                                                             | 23.08.1989 | A 082           |
| Wohn- und Geschäftshaus                                                                       | Wohn- und Geschäftshaus                                                                       | Herner Straße 125 Karte | dreieinhalbgeschossiger Backsteinbau                                                                                          | Jahrhundertwende (19./20. Jahrhundert)                                      | 23.08.1989 | A 084           |
| Verwaltung der ehemaligen Rombacher Hütte                                                     | Verwaltung der ehemaligen Rombacher Hütte                                                     | Kohlenstraße 70 Karte | Ziegelgebäude mit Putzelementen                                                                                               | 1896                                                                        | 23.08.1989 | A 085           |
| weitere Bilder                                                                                | Altes Brauhaus Rietkötter                                                                     | Große Beckstraße 7 Karte | zweigeschossiger Putzbau mit Satteldach                                                                                       |                                                                             | 23.08.1989 | A 086           |
| Wohnhaus                                                                                      | Wohnhaus                                                                                      | Josephstraße 13 Karte | dreieinhalbgeschossiger Putzbau mit zwei Seitengiebeln                                                                        |                                                                             | 23.08.1989 | A 088           |
| Wohnhaus                                                                                      | Wohnhaus                                                                                      | Königsallee 47 Karte | siebenachsiges Putzgebäude |                                                                             | 23.08.1989 | A 089           |
| evangelische Pauluskirche                                                                     | evangelische Pauluskirche                                                                     | Grabenstraße Karte | barocke Bruchsteinkirche mit Tonnengewölbe                                                                                    | 1655–1659                                                                   | 23.08.1989 | A 091           |
| Wohnhaus                                                                                      | Wohnhaus                                                                                      | Wittener Straße 135 Karte | verputztes dreigeschossiges Mansardendachtraufenhaus                                                                          |                                                                             | 19.10.1989 | A 094           |
| BW                                                                                            | Wohnhaus                                                                                      | Uhlandstraße 9 Karte | viereinhalbgeschossiges Gebäude mit Putz-/Stuckfassade                                                                        | um 1910                                                                     | 19.10.1989 | A 095           |
| weitere Bilder                                                                                | evangelische Lutherkirche                                                                     | Klinikstraße 10 Karte | Bruchsteinkirche mit Formen der Neuromanik und Jugendstilnischen                                                              | 1911                                                                        | 19.10.1989 | A 098           |
| weitere Bilder                                                                                | Bismarckturm                                                                                  | Klinikstraße Karte | Rundturm aus Ruhrsandstein | 1909–1910                                                                   | 19.10.1989 | A 100           |
| Gesellschaft Harmonie                                                                         | Gesellschaft Harmonie                                                                         | Gudrunstraße 9 Karte | U-förmig angeordneter Wohnkomplex aus Putzbauten                                                                              |                                                                             | 19.10.1989 | A 102           |
| Wohnhaus                                                                                      | Wohnhaus                                                                                      | Akademiestraße 25 Karte | Putz-/Stuckbau | um 1900                                                                     | 19.10.1989 | A 104           |
| Wohnhaus                                                                                      | Wohnhaus                                                                                      | Akademiestraße 27 Karte | dreigeschossiges Mehrfamilienhaus mit Giebelhaube und Stuckverzierung                                                         | um 1900                                                                     | 19.10.1989 | A 105           |
| Wohnhaus                                                                                      | Wohnhaus                                                                                      | Hiltroper Straße 195 Karte | Fachwerkhof |                                                                             | 19.10.1989 | A 109           |
| weitere Bilder                                                                                | Wohnhaus                                                                                      | Bongardstraße 35 Karte | dreigeschossiges Gründerzeithaus mit Neorenaissance-Stuck                                                                     | 1870–1872                                                                   | 20.10.1989 | A 110           |
| Wohnhaus                                                                                      | Wohnhaus                                                                                      | Graf-Engelbert-Straße 5 Karte | Putzbau mit Tonnendach |                                                                             | 30.10.1989 | A 111           |
| Gut Dahlhausen                                                                                | Gut Dahlhausen                                                                                | Berthastraße 10 Karte | zweigeschossiges Fachwerkhaus mit Bruchsteinsockel und Mansardwalmdach                                                        | 1792                                                                        | 30.10.1989 | A 112           |
| Wohnhaus                                                                                      | Wohnhaus                                                                                      | Josephstraße 28 Karte | zweieinhalbgeschossiges Backsteingebäude                                                                                      |                                                                             | 30.10.1989 | A 114           |
| Kortländer                                                                                    | Kortländer                                                                                    | Herner Straße 1 Karte | zweigeschossiges Putzhaus |                                                                             | 30.10.1989 | A 115           |
| Wohnhaus                                                                                      | Wohnhaus                                                                                      | Wittener Straße 140 Karte | dreigeschossiger Ziegelsteineckbau mit Stuckornamenten                                                                        |                                                                             | 22.01.1990 | A 122           |
| BW                                                                                            | Grab Gmonds                                                                                   | Wittener Straße Karte | Grabmal im Kortumpark |                                                                             | | A 126           |
| BW                                                                                            | Grab Wölting                                                                                  | Wittener Straße Karte | Grabmal im Kortumpark |                                                                             | | A 127           |
| Grab Flügel                                                                                   | Grab Flügel                                                                                   | Wittener Straße Karte | Grabmal im Kortumpark |                                                                             | | A 128           |
| weitere Bilder                                                                                | Grab Hengstenberg                                                                             | Wittener Straße Karte | Grabmal im Kortumpark |                                                                             | | A 129           |
| weitere Bilder                                                                                | Grab Mayer                                                                                    | Wittener Straße Karte | Grabmal im Kortumpark |                                                                             | | A 130           |
| Grab von den Bercken                                                                          | Grab von den Bercken                                                                          | Wittener Straße Karte | Grabmal im Kortumpark |                                                                             | | A 131           |
| Grab Volhart I                                                                                | Grab Volhart I                                                                                | Wittener Straße Karte | Grabmal im Kortumpark |                                                                             | | A 132           |
| Grab Volhart II                                                                               | Grab Volhart II                                                                               | Wittener Straße Karte | Grabmal im Kortumpark |                                                                             | | A 133           |
| Grab Surmann                                                                                  | Grab Surmann                                                                                  | Wittener Straße Karte | Grabmal im Kortumpark |                                                                             | | A 134           |
| Grab Körk                                                                                     | Grab Körk                                                                                     | Wittener Straße Karte | Grabmal im Kortumpark |                                                                             | | A 135           |
| Grab Kalthenner                                                                               | Grab Kalthenner                                                                               | Wittener Straße Karte | Grabmal im Kortumpark |                                                                             | | A 136           |
| BW                                                                                            | Grab Honigmann-Ballot                                                                         | Wittener Straße Karte | Grabmal im Kortumpark |                                                                             | | A 137           |
| Grab Bruch                                                                                    | Grab Bruch                                                                                    | Wittener Straße Karte | Grabmal im Kortumpark |                                                                             | | A 138           |
| Grab Bock                                                                                     | Grab Bock                                                                                     | Wittener Straße Karte | Grabmal im Kortumpark |                                                                             | | A 139           |
| BW                                                                                            | Grab Berckenau                                                                                | Wittener Straße Karte | Grabmal im Kortumpark |                                                                             | | A 140           |
| Grab Hülsberg                                                                                 | Grab Hülsberg                                                                                 | Wittener Straße Karte | Grabmal im Kortumpark |                                                                             | | A 141           |
| weitere Bilder                                                                                | Grab Vieting                                                                                  | Wittener Straße Karte | Grabmal im Kortumpark |                                                                             | | A 142           |
| weitere Bilder                                                                                | Grab Reinhard                                                                                 | Wittener Straße Karte | Grabmal im Kortumpark |                                                                             | | A 143           |
| Grab Cremer                                                                                   | Grab Cremer                                                                                   | Wittener Straße Karte | Grabmal im Kortumpark |                                                                             | | A 144           |
| Wohnhaus                                                                                      | Wohnhaus                                                                                      | Gudrunstraße 11 Karte | U-förmig angeordneter Wohnkomplex aus Putzbauten                                                                              |                                                                             | 11.06.1990 | A 147           |
| Tauffenbachs Mühle                                                                            | Tauffenbachs Mühle                                                                            | Gerberstraße 21 Karte | mit Dampfmaschine betriebene Getreidemühle                                                                                    | etwa 1897                                                                   | 11.06.1990 | A 148           |
| Verwaltung Thyssen Krupp                                                                      | Verwaltung Thyssen Krupp                                                                      | Essener Straße 197 Karte | dreigeschossiger Putzbau | späte 1920er Jahre                                                          | 08.08.1990 | A 150           |
| weitere Bilder                                                                                | Stadtpark Bochum                                                                              | Gudrunstraße Klinikstraße Kurfürstenstraße Bergstraße Am alten Stadtpark Karte                                                                     | | 1876 1889–1894 (Erweiterung) 1903–1908 (Erweiterung) 1913/1914 (Bauten)     | 04.09.1990 | A 156           |
| Blumenfriedhof                                                                                | Blumenfriedhof                                                                                | Harpener Straße 1 Karte | Grabdenkmal aus rotem Sandstein                                                                                               | 1892                                                                        | 20.09.1990 | A 158           |
| evangelische Christuskirche                                                                   | evangelische Christuskirche                                                                   | An der Christuskirche Karte | Turm im neugotischen Stil | 1877–1879                                                                   | 04.10.1990 | A 163           |
| Wohnhaus                                                                                      | Wohnhaus                                                                                      | Am Bergbaumuseum 47 Karte | rustizierter Putzbau | um 1905                                                                     | 22.10.1990 | A 164           |
| Wohnhaus                                                                                      | Wohnhaus                                                                                      | Bergstraße 54 Karte | dreigeschossiger Putzbau mit neobarocken Elementen                                                                            |                                                                             | 26.10.1990 | A 165           |
| Wohnhaus                                                                                      | Wohnhaus                                                                                      | Bergstraße 133 Karte | zweigeschossiger Putzbau im Stil des Historismus                                                                              | um 1915                                                                     | 17.12.1990 | A 171           |
| Wohnhaus                                                                                      | Wohnhaus                                                                                      | Bergstraße 135 Karte | dreieinhalbgeschossiger Putzbau im Stil des Historismus                                                                       | um 1915                                                                     | 17.12.1990 | A 172           |
| Wohnhaus                                                                                      | Wohnhaus                                                                                      | Am alten Stadtpark 5 Karte | dreieinhalbgeschossiger Putzbau unter Walmdach                                                                                |                                                                             | 17.12.1990 | A 179           |
| Wohnhaus                                                                                      | Wohnhaus                                                                                      | Herner Straße 347 Karte | zweieinhalbgeschossiger Putzbau im Stil des späten Historismus                                                                |                                                                             | 17.12.1990 | A 180           |
| weitere Bilder                                                                                | Rathaus Bochum                                                                                | Willy-Brandt-Platz 2–6 Karte | Gebäudekomplex | 1926–1931                                                                   | 12.03.1991 | A 191           |
| Grab S. Spennemann                                                                            | Grab S. Spennemann                                                                            | Wittener Straße Karte | Grabmal im Kortumpark |                                                                             | | A 192           |
| Grab … Scholz                                                                                 | Grab … Scholz                                                                                 | Wittener Straße Karte | Grabmal im Kortumpark |                                                                             | | A 193           |
| Grab Mathilda Spennemann                                                                      | Grab Mathilda Spennemann                                                                      | Wittener Straße Karte | Grabmal im Kortumpark |                                                                             | | A 194           |
| Grab J. Schlufius                                                                             | Grab J. Schlufius                                                                             | Wittener Straße Karte | Grabmal im Kortumpark |                                                                             | | A 195           |
| Grab G. Bercken                                                                               | Grab G. Bercken                                                                               | Wittener Straße Karte | Grabmal im Kortumpark |                                                                             | | A 196           |
| Grab von …                                                                                    | Grab von …                                                                                    | Wittener Straße Karte | Grabmal im Kortumpark |                                                                             | | A 197           |
| Grab L. Battefeld                                                                             | Grab L. Battefeld                                                                             | Wittener Straße Karte | Grabmal im Kortumpark |                                                                             | | A 198           |
| Grab Maria Ah… geborene Lindner                                                               | Grab Maria Ah… geborene Lindner                                                               | Wittener Straße Karte | Grabmal im Kortumpark |                                                                             | | A 199           |
| Grab F. Schumacher                                                                            | Grab F. Schumacher                                                                            | Wittener Straße Karte | Grabmal im Kortumpark |                                                                             | | A 200           |
| Grab von Bager                                                                                | Grab von Bager                                                                                | Wittener Straße Karte | Grabmal im Kortumpark |                                                                             | | A 201           |
| Grab S. Bolling                                                                               | Grab S. Bolling                                                                               | Wittener Straße Karte | Grabmal im Kortumpark |                                                                             | | A 202           |
| Grab von Bormann                                                                              | Grab von Bormann                                                                              | Wittener Straße Karte | Grabmal im Kortumpark |                                                                             | | A 203           |
| Grab von … Branstein                                                                          | Grab von … Branstein                                                                          | Wittener Straße Karte | Grabmal im Kortumpark |                                                                             | | A 204           |
| Grab C. Zimmermann                                                                            | Grab C. Zimmermann                                                                            | Wittener Straße Karte | Grabmal im Kortumpark |                                                                             | | A 205           |
| Grab Hermine Lethe                                                                            | Grab Hermine Lethe                                                                            | Wittener Straße Karte | Grabmal im Kortumpark |                                                                             | | A 206           |
| Grab von … Velten                                                                             | Grab von … Velten                                                                             | Wittener Straße Karte | Grabmal im Kortumpark |                                                                             | | A 207           |
| Grab von Mettegang                                                                            | Grab von Mettegang                                                                            | Wittener Straße Karte | Grabmal im Kortumpark |                                                                             | | A 208           |
| Grab von Weys                                                                                 | Grab von Weys                                                                                 | Wittener Straße Karte | Grabmal im Kortumpark |                                                                             | | A 209           |
| Grab Moritz Bolling                                                                           | Grab Moritz Bolling                                                                           | Wittener Straße Karte | Grabmal im Kortumpark |                                                                             | | A 210           |
| Siedlung Stahlhausen                                                                          | Siedlung Stahlhausen                                                                          | Baarestraße 30, 32, 44–46, 48 Lerschstraße 2, 5–11 (ungerade), 10, 10a, 12, 12a Pinagelstraße 4–10 (gerade) Karte                                  | zwei- bis zweieinhalbgeschossige Backsteinbauten                                                                              | etwa um 1870                                                                | 22.07.1991 | A 221           |
| BW                                                                                            | Grabmal-Eisenkreuz                                                                            | Wittener Straße Karte | Kreuz im Kortumpark |                                                                             | | A 222           |
| Grab Mettegang                                                                                | Grab Mettegang                                                                                | Wittener Straße Karte | Grabmal im Kortumpark |                                                                             | | A 223           |
| Grab Grüthof                                                                                  | Grab Grüthof                                                                                  | Wittener Straße Karte | Grabmal im Kortumpark |                                                                             | | A 224           |
| Grab Müller                                                                                   | Grab Müller                                                                                   | Wittener Straße Karte | Grabmal im Kortumpark |                                                                             | | A 225           |
| Grab Massenberg                                                                               | Grab Massenberg                                                                               | Wittener Straße Karte | Grabmal im Kortumpark |                                                                             | | A 226           |
| Wohn- und Geschäftshaus                                                                       | Wohn- und Geschäftshaus                                                                       | Wittener Straße 186 Karte | zweieinhalbgeschossiger Putzbau                                                                                               |                                                                             | 23.07.1991 | A 227           |
| Wohnhaus                                                                                      | Wohnhaus                                                                                      | Goethestraße 5 Karte | zweigeschossiger Putzbau | 1899                                                                        | 31.07.1991 | A 232           |
| evangelische Christuskirche, Schiff                                                           | evangelische Christuskirche, Schiff                                                           | An der Christuskirche Karte | | 1957–1958                                                                   | 02.08.1991 | A 234           |
| Wohnhaus                                                                                      | Wohnhaus                                                                                      | Wittener Straße 184 Karte | zweigeschossiger Putzbau |                                                                             | 08.08.1991 | A 244           |
| weitere Bilder                                                                                | Wasser-Hochbehälter                                                                           | Castroper Straße Karte | kugelförmiger Wasserhochbehälter                                                                                              | 1927                                                                        | 13.11.1991 (Abriss: 24. August 2012)                                                                              | A 249           |
| BOGESTRA-Verwaltung                                                                           | BOGESTRA-Verwaltung                                                                           | Universitätsstraße 54 Karte | Verwaltungsgebäudekomplex in Ziegelmauerwerk                                                                                  | 1925–1928                                                                   | 25.05.1992 | A 251           |
| BW                                                                                            | Naderhof                                                                                      | Overdyker Straße 18a Karte | Fachwerkgebäude | 1756                                                                        | 30.01.1992 | A 252           |
| evangelische Christuskirche, Schiff                                                           | evangelische Christuskirche, Schiff                                                           | An der Christuskirche Karte | | 1957–1958                                                                   | 26.02.1992 | A 253           |
| Siedlung                                                                                      | Siedlung                                                                                      | Altenbochumer Straße 58 Andreas-Hofer-Straße 17, 19 Freigrafendamm 11–29 (ungerade) Püttmannsweg 6–14 (gerade) Steubenstraße 1–19 (ungerade) Karte | Wohnsiedlung im Stil des Neuen Bauens                                                                                         |                                                                             | 26.02.1992 | A 254           |
| evangelische Lukaskirche                                                                      | evangelische Lukaskirche                                                                      | Wittener Straße 240 Karte | neugotisches Kirchengebäude                                                                                                   | 1899 1949                                                                   | 30.06.1992 | A 262           |
| Wohnhaus                                                                                      | Wohnhaus                                                                                      | Altenbochumer Straße 64 Karte | Fachwerkhaus | 1831                                                                        | 03.09.1992 | A 270           |
| Ehrenmal für Dr. Hugo Schultz                                                                 | Ehrenmal für Dr. Hugo Schultz                                                                 | Herner Straße 45 Karte | Bronzestatue | 1908                                                                        | 10.09.1992 | A 271           |
| Schauspielhaus                                                                                | Schauspielhaus                                                                                | Königsallee 15 Karte | | 1951–1953                                                                   | 12.11.1992 | A 274           |
| Wohnhaus                                                                                      | Wohnhaus                                                                                      | Uhlandstraße 51 Karte | zweigeschossiger, traufenständiger Putzbau                                                                                    | um 1900                                                                     | 01.12.1992 | A 276           |
| katholische Kirche St. Franziskus                                                             | katholische Kirche St. Franziskus                                                             | Herner Straße 356 Karte | kreuzrippengewölbte neugotische Basilika                                                                                      | 1892                                                                        | 07.12.1992 | A 277           |
| Siedlung Engelsburg Nord                                                                      | Siedlung Engelsburg Nord                                                                      | Engelsburger Straße 116–132, 134, 138, 138a, 172–178 (gerade, jeweils ganze Nummer und a, b, c) Karte                                              | individuell gestaltete Wohnhäuser mit vielfältiger Fassadengestaltung                                                         | 1910–1914                                                                   | 17.12.1992 | A 278           |
| Grabehrenanlage für die Gefallenen des Ersten Weltkrieges und die Opfer der Weimarer Republik | Grabehrenanlage für die Gefallenen des Ersten Weltkrieges und die Opfer der Weimarer Republik | Harpener Straße Karte | weiträumige Anlage |                                                                             | 01.09.1993 | A 288           |
| Ehrenmal für die Toten der Schlagwetterexplosion auf der Zeche Prinz von Preußen 1895         | Ehrenmal für die Toten der Schlagwetterexplosion auf der Zeche Prinz von Preußen 1895         | Harpener Straße Karte | schwarze Steinobelisken | 1895                                                                        | 01.09.1993 | A 289           |
| Dördelmannshof                                                                                | Dördelmannshof                                                                                | Heckertstraße 9, 13 Karte | Fachwerkhaus | 18. Jahrhundert                                                             | 09.12.1993 | A 296           |
| Wohnhaus                                                                                      | Wohnhaus                                                                                      | Gudrunstraße 41 Karte | expressionistische Doppelhaushälfte                                                                                           | um 1925                                                                     | 28.01.1994 | A 297           |
| weitere Bilder                                                                                | Finanzamt und ehemaliges Hauptzollamt                                                         | Am Bergbaumuseum 43 Uhlandstraße 37 Karte | dreigeschossiger Baukomplex                                                                                                   | um 1925–1930                                                                | 22.02.1994 | A 300           |
| Hauptbahnhof                                                                                  | Hauptbahnhof                                                                                  | Kurt-Schumacher-Platz 13 Karte | Bahnhof in Betonskelettbauweise                                                                                               | 1955–1957                                                                   | 25.03.1994 | A 301           |
| Wohnhaus                                                                                      | Wohnhaus                                                                                      | Am Kortländer 1a Karte | dreigeschossiges, fünfachsiges Mietshaus mit reicher Stuckfassade                                                             |                                                                             | 26.07.1994 | A 308           |
| Wohnhaus                                                                                      | Wohnhaus                                                                                      | Dorstener Straße 1 Karte | dreigeschossiger rustizierter Putzbau im Stil der Neorenaissance                                                              |                                                                             | 01.09.1994 | A 312           |
| Museum (Villa Marckhoff)                                                                      | Museum (Villa Marckhoff)                                                                      | Kortumstraße 147 Karte | zweigeschossiges Gebäude in Werkstein im Stil der Neorenaissance                                                              | 1900                                                                        | 07.09.1994 | A 315           |
| Wohnhaus                                                                                      | Wohnhaus                                                                                      | Burggrafenstraße 2 Karte | expressionistischer, villenartiger Hausblock aus Ziegeln                                                                      | 1928–1930                                                                   | 03.11.1994 | A 318           |
| Wohnhaus                                                                                      | Wohnhaus                                                                                      | Am Kortländer 1 Karte | dreigeschossiges Gast- und Wohnhaus                                                                                           | etwa 1880                                                                   | 03.11.1994 | A 319           |
| Wohnhaus                                                                                      | Wohnhaus                                                                                      | Gudrunstraße 39 Karte | expressionistische Doppelhaushälfte                                                                                           | um 1925                                                                     | 08.11.1994 | A 320           |
| Wohnhaus                                                                                      | Wohnhaus                                                                                      | Graf-Engelbert-Straße 30 Karte | zweigeschossiger Putzbau im Stil der Neorenaissance                                                                           | um 1910                                                                     | 17.11.1994 | A 321           |
| Wohnhaus                                                                                      | Wohnhaus                                                                                      | Gudrunstraße 7 Karte | villenartiges Wohnhaus im Stil der Neuen Sachlichkeit                                                                         | 1926                                                                        | 23.11.1994 | A 322           |
| Wohnhaus                                                                                      | Wohnhaus                                                                                      | Gudrunstraße 5 Karte | kubisches, repräsentatives Wohnhaus                                                                                           | 1912/1913                                                                   | 25.11.1994 | A 323           |
| Evangelische Notkirche                                                                        | Evangelische Notkirche                                                                        | Amtsstraße 4 Karte | Notkirche aus der Nachkriegszeit                                                                                              | 1949/1950                                                                   | 25.11.1994 | A 324           |
| Wohnhaus                                                                                      | Wohnhaus                                                                                      | Burggrafenstraße 1 Karte | villenartiges Haus in sachlicher Konzeption                                                                                   | Ende der 1920er Jahre                                                       | 02.12.1994 | A 325           |
| Gemeindehaus der evangelischen Kirchengemeinde Hordel                                         | Gemeindehaus der evangelischen Kirchengemeinde Hordel                                         | Hannoverstraße 38 Karte | eingeschossiges Gemeindehaus                                                                                                  | 1914–1915                                                                   | 21.12.1994 | A 326           |
| evangelische Kirche und Pfarrhaus                                                             | evangelische Kirche und Pfarrhaus                                                             | Hannoverstraße 74, 74n Karte | Kirchenbau unter Einfluss des Jugendstils                                                                                     | 1906–1908                                                                   | 21.12.1994 | A 327           |
| Wohnhaus                                                                                      | Wohnhaus                                                                                      | Graf-Engelbert-Straße 27 Karte | klassizistisches Doppelhaus mit Elementen des Jugendstils                                                                     | um 1910                                                                     | 17.01.1995 | A 328           |
| Wohnhaus                                                                                      | Wohnhaus                                                                                      | Graf-Engelbert-Straße 29 Karte | klassizistisches Doppelhaus mit Elementen des Jugendstils                                                                     | um 1910                                                                     | 17.01.1995 | A 329           |
| Wohnhaus                                                                                      | Wohnhaus                                                                                      | Schwarzbachstraße 6 Karte | neobarocker dreigeschossiger Putzbau                                                                                          | 1904                                                                        | 17.02.1995 | A 331           |
| Wohnhaus                                                                                      | Wohnhaus                                                                                      | Wittener Straße 190 Karte | zweigeschossiges Gebäude im Stil der Neorenaissance                                                                           | um 1900                                                                     | 15.03.1995 | A 332           |
| Wohnhaus                                                                                      | Wohnhaus                                                                                      | Uhlandstraße 58 Karte | zweigeschossiges Doppelhaus mit reformerischem Anspruch                                                                       | um 1920–1925                                                                | 09.05.1995 | A 338           |
| Wohnhaus                                                                                      | Wohnhaus                                                                                      | Uhlandstraße 60 Karte | zweigeschossiges Doppelhaus mit reformerischem Anspruch                                                                       | um 1920–1925                                                                | 09.05.1995 | A 339           |
| Wohnhaus                                                                                      | Wohnhaus                                                                                      | Bergstraße 52 Karte | dreigeschossiges Mietshaus | um 1905                                                                     | 09.05.1995 | A 340           |
| Grundschule Am Tippelsberg                                                                    | Grundschule Am Tippelsberg                                                                    | Hiltroper Straße 53 Karte | dreigeschossiges, expressionistisches Gebäude                                                                                 | 1926–1928                                                                   | 22.05.1995 | A 341           |
| weitere Bilder                                                                                | Kortum-Gedenkstätte                                                                           | Wittener Straße Karte | Anlage im Kortumpark mit Gedenkstein für Carl Arnold Kortum und drei Grabplatten (Brinkmann, Böring)                          |                                                                             | 06.06.1995 | A 342           |
| Wohnhaus                                                                                      | Wohnhaus                                                                                      | Lessingstraße 11 Karte | zweigeschossiges Mietshaus | 1906–1910                                                                   | 31.07.1995 | A 347           |
| Wohnhaus                                                                                      | Wohnhaus                                                                                      | Freiligrathstraße 24 Karte | zweigeschossiges Mietshaus | 1906–1910                                                                   | 31.07.1995 | A 348           |
| Siedlung Erbhof                                                                               | Siedlung Erbhof                                                                               | Erbhof 1–14 Herderallee 22–34 (gerade) Lessingstraße 51–61 (ungerade) Margaretenstraße 13–17 (ungerade) Wielandstraße 100–108 (gerade) Karte       | Siedlung | 1910–1912                                                                   | 09.08.1995 | A 351           |
| Wohnhaus                                                                                      | Wohnhaus                                                                                      | Bergstraße 105 Karte | dreigeschossige Villa | 1924                                                                        | 16.08.1995 | A 352           |
| Wohnhaus                                                                                      | Wohnhaus                                                                                      | Am alten Stadtpark 55 Karte | dreigeschossiges Mietshaus | um 1905                                                                     | 16.08.1995 | A 353           |
| weitere Bilder                                                                                | Deutsches Bergbau-Museum                                                                      | Am Bergbaumuseum 28 Karte | mit Ziegeln verkleideter Stahlmassivbau, Förderturm (Unterschutzstellung 2023)                                                | 1935–1957                                                                   | 18.08.1995, 19.12.2023                                                                                            | A 354           |
| weitere Bilder                                                                                | Kirche und Pfarrhaus                                                                          | Castroper Straße 239, 239n Karte | zweijochige Backsteinstufenhalle mit Formen des rheinischen Übergangs                                                         | 1909–1910                                                                   | 23.10.1995 | A 367           |
| BW                                                                                            | Torhaus 11, Werk Höntrop, Bochumer Verein AG                                                  | Essener Straße 203 Karte | zweigeschossiger Putzbau | 1923                                                                        | 31.01.1996 | A 374           |
| Pfarrhaus der katholischen Propsteikirche St. Peter und Paul                                  | Pfarrhaus der katholischen Propsteikirche St. Peter und Paul                                  | Bleichstraße 1 Karte | neugotisches, zweieinhalbgeschossiges Klinkergebäude                                                                          | etwa 1890                                                                   | 01.03.1996 | A 377           |
| Kaufhaus Kortum                                                                               | Kaufhaus Kortum                                                                               | Kortumstraße 72 Karte | fünfgeschossiges Kaufhausgebäude                                                                                              | 1914                                                                        | 05.03.1996 | A 379           |
| weitere Bilder                                                                                | katholische Propsteikirche St. Peter und Paul                                                 | Untere Marktstraße/Große Beckstraße Karte | vierjochige Hallenkirche | 1517                                                                        | 05.03.1996 | A 380           |
| ehemaliges Amtshaus Altenbochum                                                               | ehemaliges Amtshaus Altenbochum                                                               | Wittener Straße 136 Karte | zweigeschossiger Klinkerbau im Stil des späten Klassizismus                                                                   | um 1860                                                                     | 10.04.1996 | A 381           |
| Wohnhaus                                                                                      | Wohnhaus                                                                                      | Ewaldstraße 9 Karte | verklinkerte Gründerzeitvilla                                                                                                 | um 1900                                                                     | 17.05.1996 | A 385           |
| Wohnhaus                                                                                      | Wohnhaus                                                                                      | Blumenstraße 36 Karte | dreigeschossiges Mietshaus im Stil der Neorenaissance                                                                         | 1898                                                                        | 31.05.1998 | A 386           |
| Wohnhaus                                                                                      | Wohnhaus                                                                                      | Blumenstraße 39 Karte | dreigeschossiges Mietshaus im Stil der Neorenaissance und Neogotik                                                            | um 1900                                                                     | 10.07.1996 | A 391           |
| Wohnhaus                                                                                      | Wohnhaus                                                                                      | Arndtstraße 17 Karte | dreigeschossiger Putzbau im Jugendstil                                                                                        | um 1900                                                                     | 17.07.1996 | A 393           |
| weitere Bilder                                                                                | Denkmalensemble Jahrhunderthalle                                                              | Alleestraße Karte | | 1873 (Dampfgebläsehalle) 1895 (Dampfkraft- und Turbinenzentrale)            | 09.07.1991 (Jahrhunderthalle, Wasserhochbehälter) 11.03.1993 (Dampfgebläsehalle) 23.08.1996 (restliches Ensemble) | A 395           |
| BW                                                                                            | Kriegerehrenmal 1866, 1870/1871                                                               | Von-der-Recke-Straße Karte | Stele mit Inschriftensockel                                                                                                   | 1873                                                                        | 05.09.1996 | A 397           |
| Wohnhaus                                                                                      | Wohnhaus                                                                                      | Kurfürstenstraße 10 Karte | zweigeschossiges Wohnhaus | um 1908                                                                     | 27.09.1996 | A 398           |
| Wohnhaus                                                                                      | Wohnhaus                                                                                      | Akademiestraße 35 Karte | viergeschossiger Putzbau | 1912                                                                        | 30.09.1996 | A 399           |
| Wohnhaus                                                                                      | Wohnhaus                                                                                      | Akademiestraße 29 Karte | dreigeschossiges Mietshaus | 1911                                                                        | 08.10.1996 | A 400           |
| Wohnhaus                                                                                      | Wohnhaus                                                                                      | Akademiestraße 31 Karte | dreigeschossiger Putzbau | 1911                                                                        | 08.10.1996 | A 401           |
| Wohnhaus                                                                                      | Wohnhaus                                                                                      | Akademiestraße 33 Karte | dreigeschossiges Mietshaus | 1912                                                                        | 08.10.1996 | A 402           |
| Wohn- und Geschäftshaus                                                                       | Wohn- und Geschäftshaus                                                                       | Brüderstraße 6 Karte | zweigeschossiges Satteldachtraufenhaus                                                                                        | 1890er Jahre                                                                | 18.10.1996 | A 406           |
| Toilettenhaus                                                                                 | Toilettenhaus                                                                                 | Herner Straße 42 N Karte | Toilettenhäuschen im Stil der Reformbewegung                                                                                  | etwa 1912                                                                   | 20.11.1996 | A 408           |
| Wohnhaus                                                                                      | Wohnhaus                                                                                      | Flurstraße 1 Karte | späthistoristisches Mietshaus mit Gaststätte                                                                                  | 1902                                                                        | 12.12.1996 | A 409           |
| Wohnhaus                                                                                      | Wohnhaus                                                                                      | Ewaldstraße 8 Karte | dreigeschossiger Putzbau | 1904                                                                        | 16.01.1997 | A 415           |
| Wohnhaus                                                                                      | Wohnhaus                                                                                      | Arndtstraße 20 Karte | zweigeschossiger Stuck-/Ziegelbau                                                                                             | 1904                                                                        | 11.02.1997 | A 418           |
| Wohnhaus                                                                                      | Wohnhaus                                                                                      | Essener Straße 31 Karte | zweigeschossiges, neubarockes villenartiges Stadthaus                                                                         | 1904                                                                        | 11.02.1997 | A 419           |
| Siedlung Am Rübenkamp                                                                         | Siedlung Am Rübenkamp                                                                         | Am Rübenkamp 4–8 (gerade) Karte | Kolonie mit drei Häusern | 1888–1892                                                                   | 11.04.1997 | A 425           |
| BW                                                                                            | evangelische Gemeindeschule                                                                   | Günnigfelder Straße 176 Karte | zweigeschossiger Putzbau im Jugendstil                                                                                        | 1912                                                                        | 07.05.1997 | A 428           |
| ehemaliges Sport- und Bäderamt                                                                | ehemaliges Sport- und Bäderamt                                                                | Arndtstraße 19 Karte | dreigeschossiges, expressionistisches Verwaltungsgebäude                                                                      | 1926                                                                        | 09.06.1997 | A 429           |
| Tankstelle                                                                                    | Tankstelle                                                                                    | Riemker Straße/Dorstener Straße Karte | Tankstelle mit Pilzdach im Stil des Neuen Bauens                                                                              | 1953–1954                                                                   | 09.06.1997 | A 430           |
| Wohnhaus                                                                                      | Wohnhaus                                                                                      | Kortumstraße 145 Karte | zweigeschossiger Putzbau mit Elementen der Neorenaissance                                                                     | um 1900                                                                     | 26.11.1997 | A 443           |
| BW                                                                                            | Halle des ehemaligen Hammerwerkes II                                                          | Gußstahlstraße Karte | Halle mit Dreigelenkbogen | 1865                                                                        | 18.03.1998 | A 454           |
| Johanneskirche (Scharounkirche)                                                               | Johanneskirche (Scharounkirche)                                                               | Glockengarten 70 Karte | Backsteinkirche | 1965–1968                                                                   | 17.06.1998 | A 461           |
| Förderturm der Zeche Carolinenglück                                                           | Förderturm der Zeche Carolinenglück                                                           | Karolinenstraße Karte | deutsches Strebengerüst der Bauart Zschetzsche                                                                                | etwa 1912                                                                   | 24.06.1998 | A 462           |
| Wohnhaus                                                                                      | Wohnhaus                                                                                      | Goethestraße 7 Karte | zweigeschossige Etagenvilla                                                                                                   | 1912                                                                        | 22.03.1999 | A 478           |
| Friedhof der Familie von Schell zu Rechen                                                     | Friedhof der Familie von Schell zu Rechen                                                     | Königsallee 48 Karte | Grabsteine der Familie von Schell                                                                                             |                                                                             | 31.05.1999 | A 485           |
| Wohnhaus                                                                                      | Wohnhaus                                                                                      | Schmechtingstraße 1b Karte | dreigeschossiges Mietshaus | 1903–1905                                                                   | 10.06.1999 | A 487           |
| Wohnhaus                                                                                      | Wohnhaus                                                                                      | Herner Straße 127 Karte | viergeschossiges Mietshaus | etwa 1903                                                                   | 10.06.1999 | A 488           |
| Wohn- und Geschäftshaus                                                                       | Wohn- und Geschäftshaus                                                                       | Herner Straße 131 Karte | dreigeschossiger, siebenachsiger Putzbau                                                                                      | 1903–1905                                                                   | 10.06.1999 | A 489           |
| Wohnhaus                                                                                      | Wohnhaus                                                                                      | Wittener Straße 82 Karte | zweigeschossiger Putzbau | 1898                                                                        | 20.10.1999 | A 495           |
| Wohnhaus                                                                                      | Wohnhaus                                                                                      | Körnerstraße 4 Karte | dreigeschossiges, späthistoristisches Mietshaus                                                                               | um 1900                                                                     | 28.10.1999 | A 496           |
| Doppelwohnhaus                                                                                | Doppelwohnhaus                                                                                | Schillerstraße 8, 8a Karte | zweigeschossiger, unsymmetrischer Putzbau                                                                                     | 1898                                                                        | 17.12.2012 | A 665           |
| Wohnhaus                                                                                      | Wohnhaus                                                                                      | Schillerstraße 21, 23 Karte | dreigeschossiges, verputztes Mietshaus                                                                                        | etwa 1928–1930                                                              | 28.10.1999 | A 497           |
| Wohn- und Geschäftshaus                                                                       | Wohn- und Geschäftshaus                                                                       | Herner Straße 278 Karte | dreigeschossiger Putzbau | um 1905                                                                     | 28.10.1999 | A 498           |
| Wohnhaus                                                                                      | Wohnhaus                                                                                      | Kanalstraße 18 Karte | zweigeschossiges Etagenmietshaus                                                                                              | 1899                                                                        | 28.10.1999 | A 499           |
| Wohnhaus                                                                                      | Wohnhaus                                                                                      | Wittener Straße 152 Karte | zweigeschossiger Putzbau | etwa 1905                                                                   | 22.11.1999 | A 500           |
| Wohnhaus                                                                                      | Wohnhaus                                                                                      | Goldhammer Straße 39 Karte | dreigeschossiges, späthistoristisches Mietshaus                                                                               | etwa 1904                                                                   | 22.11.1999 | A 502           |
| Wohnhaus                                                                                      | Wohnhaus                                                                                      | Goldhammer Straße 41 Karte | dreigeschossiges, späthistoristisches Mietshaus                                                                               | etwa 1904                                                                   | 22.11.1999 | A 503           |
| ehemalige Schürzenfabrik Pongs & Zahn                                                         | ehemalige Schürzenfabrik Pongs & Zahn                                                         | Vierhausstraße 112 Karte | viergeschossiges, achtachsiges Verwaltungsgebäude                                                                             | um 1960                                                                     | 21.12.1999 | A 504           |
| Verwaltung, vormals Heintzmann                                                                | Verwaltung, vormals Heintzmann                                                                | Stühmeyerstraße 33 Karte | dreigeschossiges Backsteingebäude                                                                                             | 1890er Jahre                                                                | 21.12.1999 | A 505           |
| weitere Bilder                                                                                | Sparkasse                                                                                     | Dr.-Ruer-Platz 5 Karte | Stahlbeton-Rasterbau | 1925–1929                                                                   | 21.12.1999 | A 506           |
| Wohnhaus                                                                                      | Wohnhaus                                                                                      | Wilbergstraße 8 Karte | dreigeschossiges, verputztes Mietshaus im Stil des Historismus                                                                | etwa 1905                                                                   | 21.12.1999 | A 507           |
| Wohnhaus                                                                                      | Wohnhaus                                                                                      | Wilbergstraße 10 Karte | dreigeschossiges, verputztes Mietshaus im Stil des Historismus                                                                | etwa 1905                                                                   | 21.12.1999 | A 508           |
| weitere Bilder                                                                                | Siloturm der ehemaligen Schlegel-Brauerei                                                     | Am Schlegelturm Karte | Stahlbetonturm | 1927                                                                        | 22.12.1999 | A 509           |
| Wohnhaus                                                                                      | Wohnhaus                                                                                      | Herner Straße 129 Karte | dreigeschossiges Mietshaus | 1903–1905                                                                   | 28.03.2000 | A 511           |
| Verwaltungsgebäude der Stadtwerke                                                             | Verwaltungsgebäude der Stadtwerke                                                             | Massenbergstraße 15–17 Karte | neungeschossiges Stahlbetonskelettbau                                                                                         | 1952–1955                                                                   | 11.05.2000 | A 512           |
| Steigerhaus der Siedlung Engelsburger Straße                                                  | Steigerhaus der Siedlung Engelsburger Straße                                                  | Engelsburger Straße 143, 143a Karte | zweigeschossiges Doppelhaus                                                                                                   | zwischen 1890 und etwa 1914                                                 | 19.06.2000 | A 515           |
| Wohnhaus                                                                                      | Wohnhaus                                                                                      | Stolzestraße 39 Karte | zweigeschossiges Wohnhaus | 1927                                                                        | 19.06.2000 | A 516           |
| Justizvollzugsanstalt Bochum, Krümmede                                                        | Justizvollzugsanstalt Bochum, Krümmede                                                        | Krümmede 1–5, 3a, 3b, 6–14 (gerade) Karl-Lange-Straße 4 Karte                                                                                      | Putzbauten | 1894 (Frauengefängnis) 1896–1897 (Männergefängnis) 1897 (Jugendgefängnis)   | 20.06.2000 | A 517           |
| Heinrich-Böll-Gesamtschule                                                                    | Heinrich-Böll-Gesamtschule                                                                    | Agnesstraße 33 Karte | | 1954–1958                                                                   | 13.11.2000 | A 518           |
| Wohnhaus                                                                                      | Wohnhaus                                                                                      | Schmechtingstraße 4 Karte | dreigeschossiges Mietshaus | etwa 1903–1905                                                              | 23.03.2001 | A 519           |
| Wohnhaus                                                                                      | Wohnhaus                                                                                      | Kanalstraße 10 Karte | dreigeschossiges Mietshaus in Putz-/Stuckarchitektur                                                                          | um 1900                                                                     | 23.03.2001 | A 520           |
| Stadtvilla                                                                                    | Stadtvilla                                                                                    | Herner Straße 288 Karte | zweigeschossiges, villenartiges Gebäude                                                                                       |                                                                             | 23.03.2001 | A 521           |
| Bronzefigur Knochen-Karl                                                                      | Bronzefigur Knochen-Karl                                                                      | Herner Straße/Vierhausstraße Karte | Bronzefigur eines stehenden Bergmanns, Denkmal für gestorbene Bergleute der Zeche Constantin                                  | 1937                                                                        | 23.03.2001 | A 522           |
| Wohn- und Geschäftshaus                                                                       | Wohn- und Geschäftshaus                                                                       | Westhoffstraße 1 Karte | viergeschossiges Wohnhaus | 1910                                                                        | 14.04.2001 | A 523           |
| Katholikentagsbahnhof                                                                         | Katholikentagsbahnhof                                                                         | Konrad-Adenauer-Platz 3/4 Karte | |                                                                             | 09.05.2001 | A 524           |
| Wohnhaus                                                                                      | Wohnhaus                                                                                      | Kanalstraße 7 Karte | zweigeschossiges Mietshaus | 1898                                                                        | 30.05.2001 | A 525           |
| Wohnhaus                                                                                      | Wohnhaus                                                                                      | Kanalstraße 11 Karte | dreigeschossiges Mietshaus mit Putz-/Stuckfassade                                                                             | etwa 1902                                                                   | 30.05.2001 | A 526           |
| Wohnhaus                                                                                      | Wohnhaus                                                                                      | Kanalstraße 13 Karte | dreigeschossiges, dreiachsiges Mietshaus                                                                                      | 1901/1902                                                                   | 30.05.2001 | A 527           |
| Annette-von-Droste-Hülshoff-Schule                                                            | Annette-von-Droste-Hülshoff-Schule                                                            | Lohring 22 Karte | mehrtraktiger Schulkomplex | 1959–1962                                                                   | 30.05.2001 | A 528           |
| Wohnhaus                                                                                      | Wohnhaus                                                                                      | Herner Straße 59 Karte | viergeschossiges Mietshaus | um 1900                                                                     | 04.07.2001 | A 530           |
| weitere Bilder                                                                                | Hochbunker                                                                                    | Universitätsstraße 60 Karte | siebengeschossiger Rundbunker aus Stahlbeton                                                                                  | etwa 1941                                                                   | 19.09.2001 | A 531           |
| ehemaliges Ledigenwohnheim des Bochumer Vereins                                               | ehemaliges Ledigenwohnheim des Bochumer Vereins                                               | Essener Straße 244 Karte | zwei viergeschossige Massivbauten                                                                                             | 1953                                                                        | 17.03.2003 | A 555           |
| weitere Bilder                                                                                | Mechanische Werkstätten einschließlich Verwaltungsgebäude des ehemaligen Bochumer Vereins     | Alleestraße 146 Karte | Klinkerhallen | 1935/1936                                                                   | 21.07.2003 | A 563           |
| weitere Bilder                                                                                | ehemalige Texaco-Tankstelle                                                                   | Alleestraße 57 Karte | | 1950er Jahre                                                                | 30.03.2004 | A 573           |
| weitere Bilder                                                                                | Hildegardisschule (Gymnasium) in Bochum-Stadtparkviertel                                      | Klinikstraße 1 Karte | | 1955–1957                                                                   | 23.06.2004 | A 574           |
| Städtische Berufsschulen I und II                                                             | Städtische Berufsschulen I und II                                                             | Ostring 25–29 (ungerade) Scharnhorststraße 14 Karte                                                                                                | Stahlbetonskelettbau | 1953/1954                                                                   | 24.06.2004 | A 575           |
| Verwaltungs- und Wirtschaftsakademie                                                          | Verwaltungs- und Wirtschaftsakademie                                                          | Wittener Straße 61 Karte | Stahlskelettbau | 1953–1955                                                                   | 14.07.2004 | A 577           |
| Wohn- und Geschäftshaus                                                                       | Wohn- und Geschäftshaus                                                                       | Viktoriastraße 22 Karte | achtgeschossiges Wohn- und Geschäftshaus                                                                                      | 1956–1957                                                                   | 10.03.2005 | A 588           |
| weitere Bilder                                                                                | katholische Pfarrkirche und Pfarrzentrum St. Nikolaus von Flüe                                | Dorstener Straße 368 Karte | mit Ziegelsteinen verblendete Stahlbetonkonstruktionen                                                                        | 1955–1956                                                                   | 31.03.2005 | A 590           |
| Sozial- und Gesundheitshaus des Bochumer Vereins                                              | Sozial- und Gesundheitshaus des Bochumer Vereins                                              | Bessemerstraße 30 Karte | dreigeschossiger Stahlbetonskelettbau                                                                                         | etwa 1954–1956                                                              | 31.03.2005 | A 592           |
| Wohn- und Geschäftshaus                                                                       | Wohn- und Geschäftshaus                                                                       | Königsallee 1 Kronenstraße 4 Karte | sechsgeschossiger Stahlbetonskelettbau                                                                                        |                                                                             | 31.03.2005 | A 594           |
| weitere Bilder                                                                                | Pfarrkirche St. Joseph und Pfarrhaus                                                          | Stühmeyerstraße 43, 45, 45 N Karte | spätromantischer Backsteinbau                                                                                                 | 1891–1892                                                                   | 31.03.2005 | A 595           |
| Wohnhaus                                                                                      | Wohnhaus                                                                                      | Arnikastraße 19 Karte | Einfamilienhaus | 1952                                                                        | 06.04.2005 | A 596           |
| weitere Bilder                                                                                | Planetarium                                                                                   | Castroper Straße 67 Karte | | 1962–1964                                                                   | 11.05.2005 | A 599           |
| evangelische Martinikirche                                                                    | evangelische Martinikirche                                                                    | Essener Straße 41 Karte | neoklassizistische Stahlbetonkonstruktion                                                                                     | 1928–1930                                                                   | 19.05.2005 | A 602           |
| weitere Bilder                                                                                | Pfarrkirche Herz-Jesu in Bochum-Hamme                                                         | Reichsstraße 31 N Karte | dreischiffige, fünfjochige, neugotische Backsteinhallenkirche                                                                 | 1888 (Langhaus) 1892 (Turm) 1907–1908 (Querhaus, Chor, Kapellen, Sakristei) | 23.05.2005 | A 604           |
| katholische Pfarrkirche und Pfarrhaus St. Anna                                                | katholische Pfarrkirche und Pfarrhaus St. Anna                                                | Normannenstraße 17 N Cramerstraße 10 Karte | expressionistischer Backsteinbau                                                                                              | 1929                                                                        | 23.05.2005 | A 605           |
| weitere Bilder                                                                                | Epiphianias-Kirche der selbständigen Evangelisch-Lutherischen Kirche                          | Dorstener Straße 263 Karte | expressionistische Eisenbetonkonstruktion                                                                                     | 1929–1930                                                                   | 25.05.2005 | A 606           |
| Ehrenmal von 1889 auf dem Blumenfriedhof                                                      | Ehrenmal von 1889 auf dem Blumenfriedhof                                                      | Harpener Straße 1 Karte | sandsteinernes Ehrenmal | 1899                                                                        | 25.05.2005 | A 607           |
| Denkmal für Adalbert von der Recke                                                            | Denkmal für Adalbert von der Recke                                                            | Bodelschwinghplatz Karte | Stele aus schwarzem Stein | 1903                                                                        | 25.05.2005 | A 609           |
| Ehrenmal auf dem städtischen Friedhof Bochum-Hamme                                            | Ehrenmal auf dem städtischen Friedhof Bochum-Hamme                                            | Wanner Straße 20 N Karte | Ehrenhain für das Grubenunglück von 1936 auf Zeche Präsident                                                                  | 1936                                                                        | 23.06.2005 | A 613           |
| weitere Bilder                                                                                | katholische Pfarrkirche St. Liborius                                                          | Josephinenstraße 78 N Karte | einschiffige, neugotische Backsteinkirche                                                                                     | 1890–1891                                                                   | 30.06.2005 | A 614           |
| Verwaltungsgebäude der Gewerkschaft WISOKA in Wiemelhausen                                    | Verwaltungsgebäude der Gewerkschaft WISOKA in Wiemelhausen                                    | Farnstraße 59 Karte | dreigeschossiges Bürogebäude                                                                                                  | 1955–1956                                                                   | 31.08.2005 | A 616           |
| weitere Bilder                                                                                | Jakob-Mayer-Säule                                                                             | Alleestraße 70 Karte | Eckpfeiler mit Relief aus Muschelkalk                                                                                         | 1936                                                                        | 31.05.2007 | A 625           |
| katholisches Pfarrzentrum St. Albertus Magnus                                                 | katholisches Pfarrzentrum St. Albertus Magnus                                                 | Königsallee 171 Karte | Backsteinbauten | 1962–1964                                                                   | 15.06.2007 | A 628           |
| Wohnhaus                                                                                      | Wohnhaus                                                                                      | Arnikastraße 34 Karte | Einfamilienwohnhaus im Stil des Neuen Bauens                                                                                  | 1957                                                                        | 08.08.2007 | A 629           |
| weitere Bilder                                                                                | evangelisch-methodistische Auferstehungskirche                                                | Alleestraße 48 Karte | zweigeschossiger Backsteinbau                                                                                                 | 1906                                                                        | 15.10.2007 | A 632           |
| Eisenbahnbrücke                                                                               | Eisenbahnbrücke                                                                               | Dorstener Straße Karte | | 1925                                                                        | 16.01.2009 | A 638           |
| Eisenbahnbrücke                                                                               | Eisenbahnbrücke                                                                               | Herner Straße Karte | Vollwandbogenbrücke | 1912                                                                        | 16.01.2009 | A 639           |
| Eisenbahnbrücke                                                                               | Eisenbahnbrücke                                                                               | Schillerstraße Karte | Balkenbrücke |                                                                             | 16.01.2009 | A 640           |
| Eisenbahnbrücke                                                                               | Eisenbahnbrücke                                                                               | Uhlandstraße Karte | Vollwandbogenbrücke |                                                                             | 16.01.2009 | A 641           |
| Eisenbahnbrücke                                                                               | Eisenbahnbrücke                                                                               | Kortumstraße Karte | Vollwandbogenbrücke |                                                                             | 16.01.2009 | A 642           |
| Eisenbahnbrücke                                                                               | Eisenbahnbrücke                                                                               | Bergstraße Karte | Balkenbrücke | 1912                                                                        | 16.01.2009 | A 643           |
| Eisenbahnbrücke                                                                               | Eisenbahnbrücke                                                                               | Castroper Straße Karte | Vollwandbogenbrücke | 1913                                                                        | 16.01.2009 | A 644           |
| weitere Bilder                                                                                | Siedlung Stahlhausen II                                                                       | Baarestraße 49–51 Gremmestraße 11–19 (ungerade, jeweils volle Nummer und a), 25, 25a, 31–33 (ungerade, jeweils volle Nummer und a) Karte           | | um 1900                                                                     | 17.02.2009 | A 646           |
| BW                                                                                            | Bochumer Stahlwerke-Verwaltungsgebäude                                                        | Castroper Straße 228 Karte | Backsteinkomplex | 1919–1955                                                                   | 18.02.2010 | A 649           |
| Haus Kälz                                                                                     | Haus Kälz                                                                                     | Saladin-Schmitt-Straße 52 Karte | zweigeschossiges Wohnhaus | um 1924                                                                     | 24.06.2010 | A 651           |
| weitere Bilder                                                                                | Grabstätte Louis und Helene Baare                                                             | Wittener Straße Karte | Grabstelle im Kortumpark |                                                                             | 04.10.2011 | A 654           |
| Grabstätte Moritz Baltz                                                                       | Grabstätte Moritz Baltz                                                                       | Wittener Straße Karte | Grabmal im Kortumpark, Sandsteinstele                                                                                         |                                                                             | 04.10.2011 | A 655           |
| weitere Bilder                                                                                | Grabstätte Familie Cramer                                                                     | Wittener Straße Karte | Grabstelle mit sieben gewölbten Sandstein-Sargdeckeln im Kortumpark; Familie von Georg Cramer, Gründer der Zeche Pfingstblume | ab 1834                                                                     | 13.10.2011 | A 656           |
| Grabstätte Familie Eickhoff                                                                   | Grabstätte Familie Eickhoff                                                                   | Wittener Straße Karte | Grabmal im Kortumpark |                                                                             | 13.10.2011 | A 657           |
| weitere Bilder                                                                                | Grabmal Maximilian Greve                                                                      | Wittener Straße Karte | Grabmal im Kortumpark, Sandsteinobelisk mit Ehrenkränzen                                                                      |                                                                             | 13.10.2011 | A 658           |
| Grabstätte Heinrich Grimberg                                                                  | Grabstätte Heinrich Grimberg                                                                  | Wittener Straße Karte | Grabstätte mit Zinkguss-Todesengel im Kortumpark                                                                              |                                                                             | 13.10.2011 | A 659           |
| Hochkreuz                                                                                     | Hochkreuz                                                                                     | Wittener Straße Karte | Sandsteinkreuz mit Lilienenden auf achteckigem Sockel im Kortumpark                                                           | 19. Jahrhundert                                                             | 13.10.2011 | A 660           |
| Grabstätte Dr. med. Theodor Heinrich Klostermann                                              | Grabstätte Dr. med. Theodor Heinrich Klostermann                                              | Wittener Straße Karte | Grabmal im Kortumpark, Obelisk                                                                                                |                                                                             | 13.10.2011 | A 661           |
| Grabmal der Familie Marckhoff                                                                 | Grabmal der Familie Marckhoff                                                                 | Wittener Straße Karte | Grabmal im Kortumpark |                                                                             | 13.10.2011 | A 662           |
| Grabstätte der Familie Seippel                                                                | Grabstätte der Familie Seippel                                                                | Wittener Straße Karte | Grabmal im Kortumpark, Obelisk                                                                                                |                                                                             | 13.10.2011 | A 663           |
| Grabstätte der Familie Leye                                                                   | Grabstätte der Familie Leye                                                                   | Wittener Straße Karte | Grabmal im Kortumpark |                                                                             | 19.12.2011 | A 664           |